# Nicola Materazzi
Nicola Materazzi (Caselle in Pittari, 28 gennaio 1939 – Sapri, 23 agosto 2022) è stato un ingegnere italiano che ha progettato numerose auto sportive e supercar, tra le quali Lancia Stratos e Ferrari F40.

## Biografia

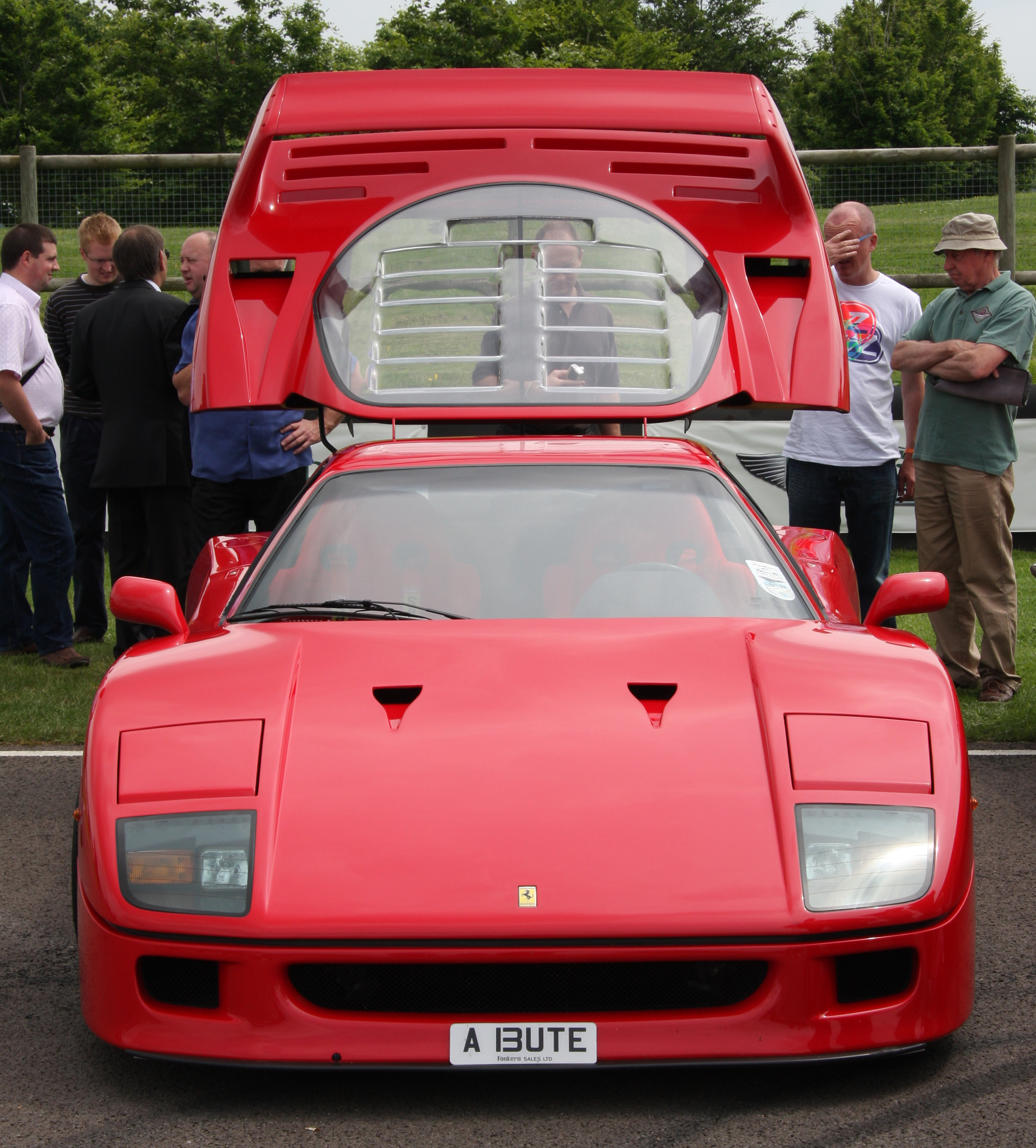
Ferrari F40, una delle vetture più note progettate dall'ingegnere italiano

Laureatosi in ingegneria presso l'Università di Napoli Federico II, passò circa un anno lavorando come assistente di un docente dell'ateneo, per poi lasciare a causa del clima teso dovuto alle contestazioni studentesche del 1968.
Assunto dall'ufficio tecnico Lancia nei primi anni Settanta, in qualità di addetto al calcolo, la sua prima esperienza di rilievo fu di partecipare al team progettuale incaricato di modificare l'aerodinamica e il propulsore delle "Stratos Silhouette", iniziando così la sua carriera tecnica, in buona parte dedicata alla progettazione e sperimentazione di motori sovralimentati.
Nell'anno 1978, a seguito della fusione dei reparti corse Lancia e FIAT, viene chiamato a lavorare in Abarth per progettare la vettura Formula FIAT Abarth, dedicata alla formazione di giovani piloti. Al termine dell'anno transita presso Osella per la quale cura il progetto dell'autovettura di Formula 2 ed in seguito di un'autovettura di Formula 1.
Nel 1979 venne assunto dalla Ferrari per sostituire il precedente responsabile dell'ufficio tecnico del reparto corse. Fu il responsabile dell'adozione dei motori turbo in Ferrari. In seguito gli furono assegnati anche numerosi progetti di vetture stradali, tra cui GTO, Testarossa, GTO Evoluzione, F40 (della quale curò tutta la progettazione), 412 GT, 328, 208 Turbo.  Inoltre ha progettato vari motori come il tipo 268 utilizzato dalla Lancia LC2 nelle gare di endurance.
Lasciato l'incarico in Ferrari, approda alla Cagiva come direttore generale del reparto corse, per il biennio 1990-1991. Al termine del 1991 viene contattato da Romano Artioli per prendere in mano il progetto della Bugatti EB110 che versava in gravi difficoltà. Nel 1994, assunse la direzione tecnica della I.MO.LA (Industria Motociclistica Laverda) per la realizzazione del modello 750. Nel 1999 iniziò la progettazione della vettura Edonis che fu presentata a Modena il 1° gennaio 2001.